# Jackie Slater
Pro Football Hall of Fame 2001
(en) Statistiques sur pro-football-reference
Jackie Ray Slater, né le 27 mai 1954 à Jackson (Mississippi), est un joueur américain de football américain ayant évolué au poste d'offensive tackle.

## Biographie
Étudiant à la Jackson State University, il fut drafté en 1976 à la 86e place (troisième tour) par les Rams de Los Angeles. Il restera toute sa carrière avec cette franchise, soit vingt saisons, établissant un record à égalité avec Darrell Green. Il fera sa dernière saison à Saint-Louis, suivant le déménagement de la franchise. Joueur marquant de la franchise, son numéro 78 sera retiré.
Il participera au Super Bowl XIV perdu face aux Steelers de Pittsburgh.
Il fut sélectionné sept fois pour le Pro Bowl (1983, 1985, 1986, 1987, 1988, 1989 et 1990) et sept fois en All-pro (1983, 1985, 1986, 1987, 1988, 1989 et 1990).
Il a intégré le Pro Football Hall of Fame en 2001 et s'est reconverti en entraîneur.
Son fils Matthew Slater a été drafté par les Patriots de la Nouvelle-Angleterre en 2008.